# Maison des Tanneurs (Strasbourg)
Pour les articles homonymes, voir Maison des Tanneurs.
La Maison des Tanneurs est une maison à colombages alsacienne située dans le quartier de la Petite France à Strasbourg. 
Érigée en 1572, lors de la Renaissance strasbourgeoise, elle est classée aux monuments historiques depuis le 7 mars 1927. Elle accueille un Winstub alsacien depuis 1949.

## Historique
Cette ancienne tannerie est construite en 1572, lors de la période de la Renaissance strasbourgeoise du XVIe siècle. Elle se situe dans le quartier de la Petite France, qui abritait historiquement nombre de tanneurs, meuniers et pêcheurs qui exploitaient les canaux de l'Ill bordant la Grande Île de Strasbourg. Sise au 42 de la rue du Bain-aux-Plantes, elle est voisine de la place Benjamin-Zix et d'une autre tannerie remarquable, au numéro 40 de la même rue.
Elle fait l'objet d'un classement aux monuments historiques le 7 mars 1927. L'ensemble de la Grande Île inscrite au Patrimoine mondial de l'Humanité depuis 1988, la Petite France en particulier est ainsi devenue un haut lieu touristique de la région.

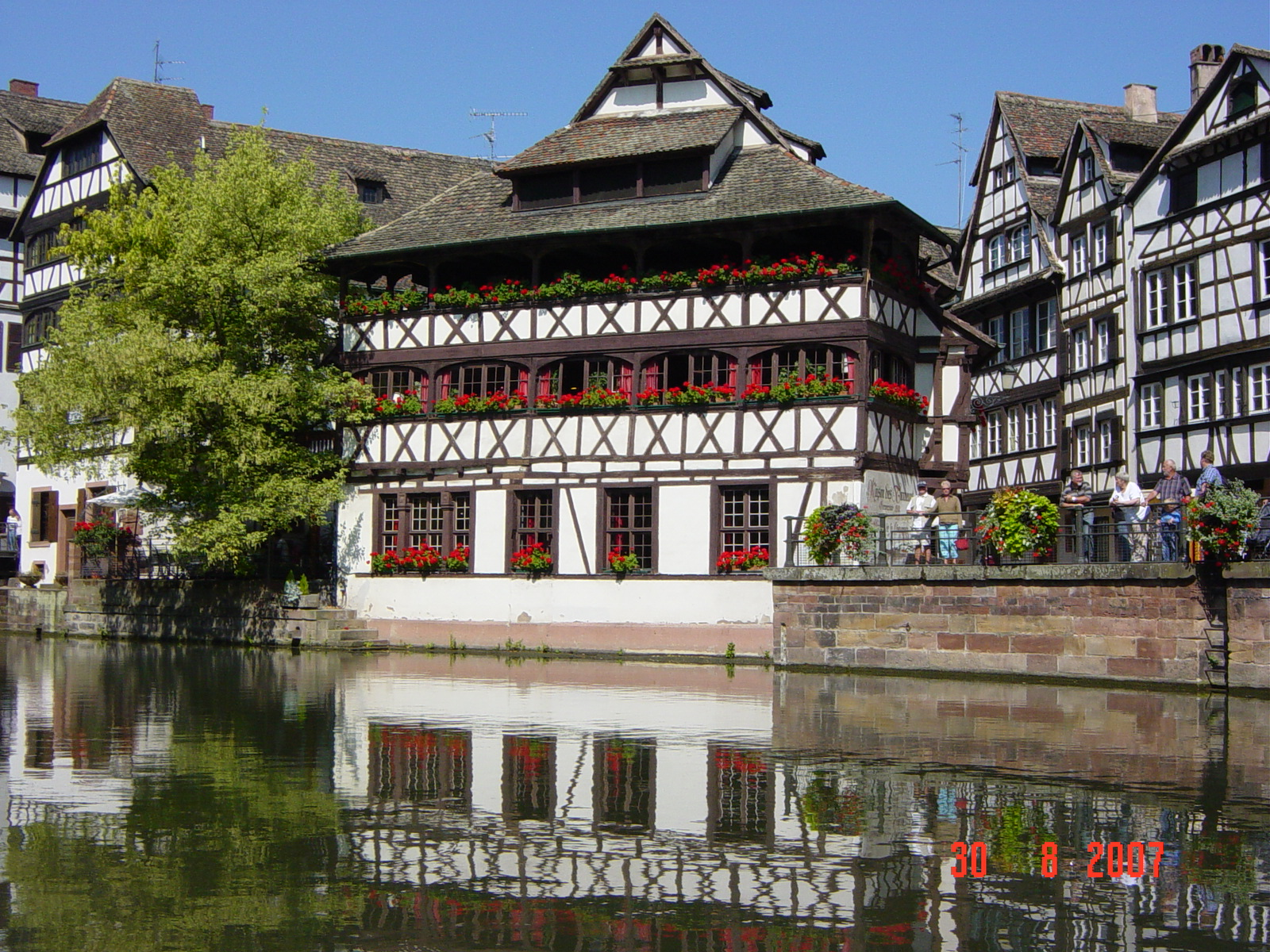
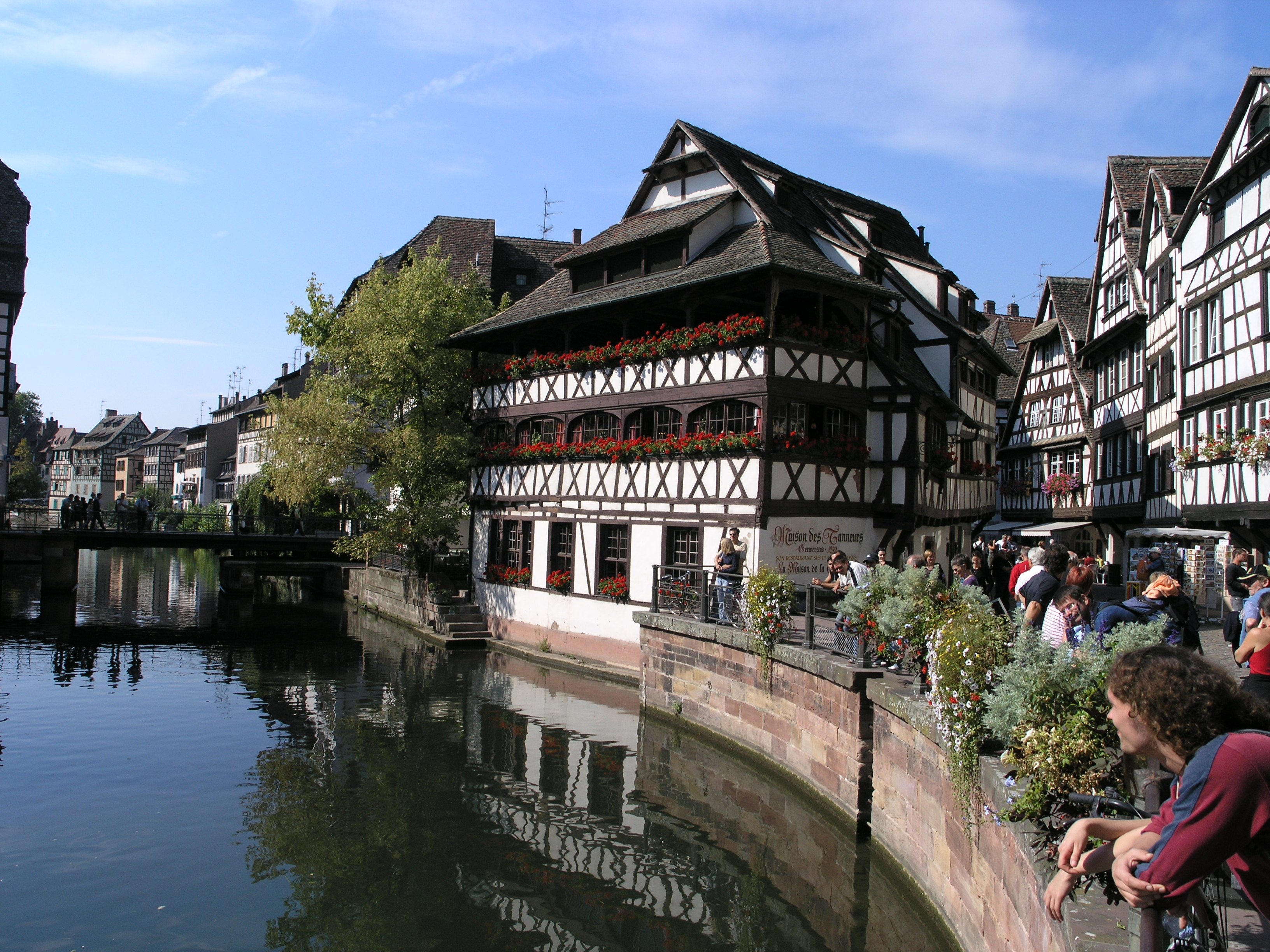

## Architecture

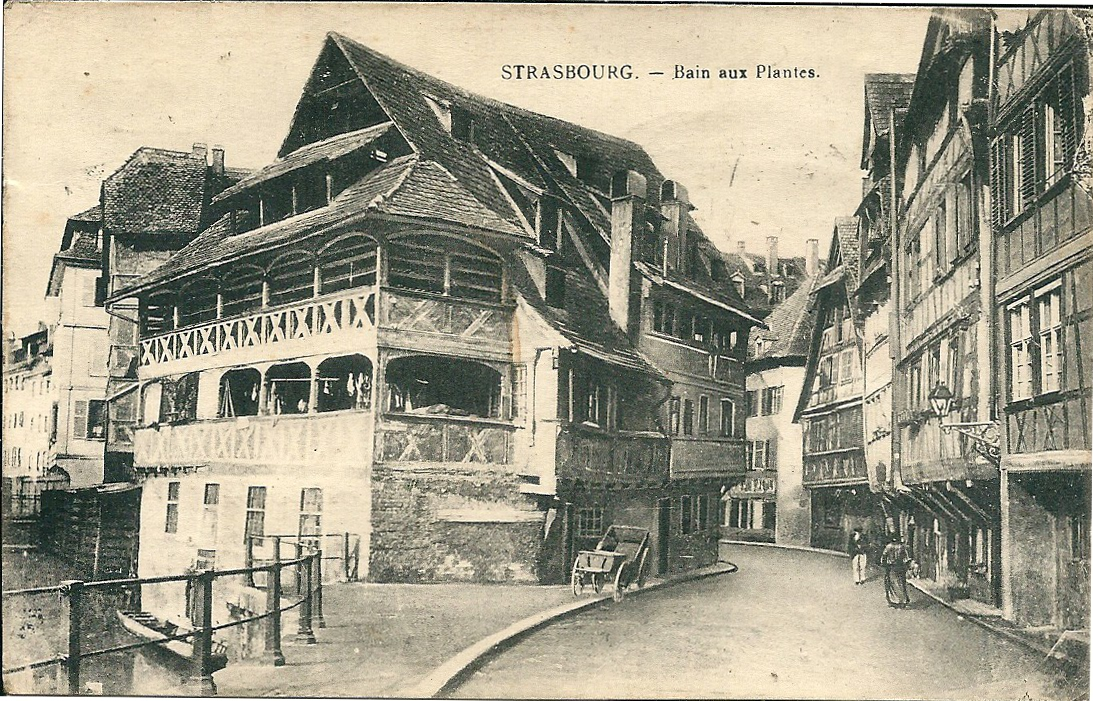
Façade sur l'Ill d'origine, en 1931.

Cette imposante maison à colombages et pan de bois alsacienne typique de la fin du Moyen Âge et du début de la Renaissance strasbourgeoise du XVIe siècle est construite avec deux étages à volumes variés entrecoupés, en encorbellement, avec fenêtres à croisée à meneaux en arcade et à vitraux, et imposant jeux de toitures et de lucarnes entrecoupées, en tuile alsacienne. 
La façade à pignon sur l'Ill, avec son quai terrasse adjacent associé, est à l'origine construite avec de vastes surfaces de balcons-galerie en arcade couvertes ajourés et ouverts, et de greniers ventilés pour les besoins de séchage de la tannerie. Lors de la transformation de l'édifice en restaurant, les galeries ouvertes ont été obturées par un remarquable ensemble de baies vitrées panoramiques à colombage.

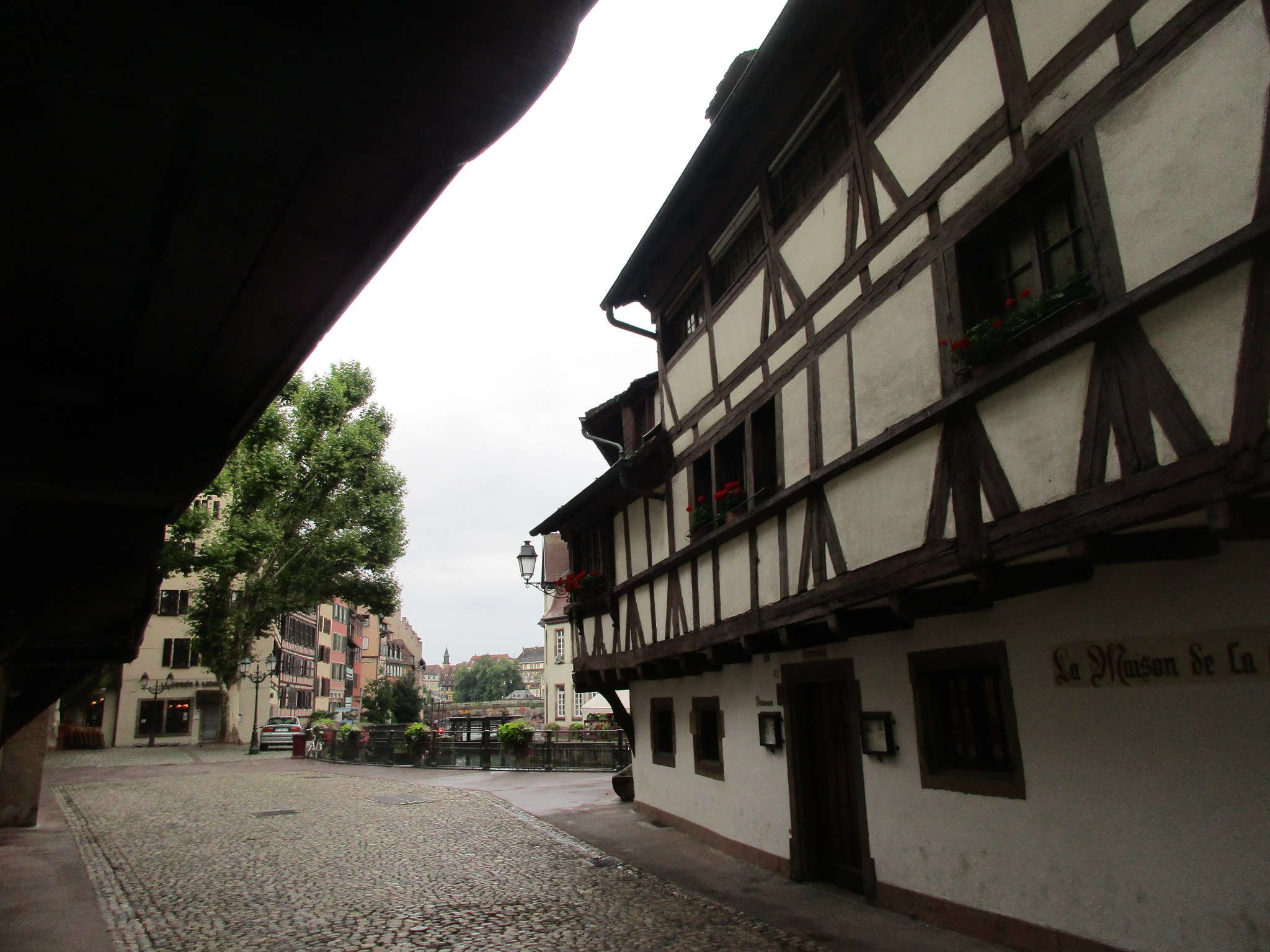
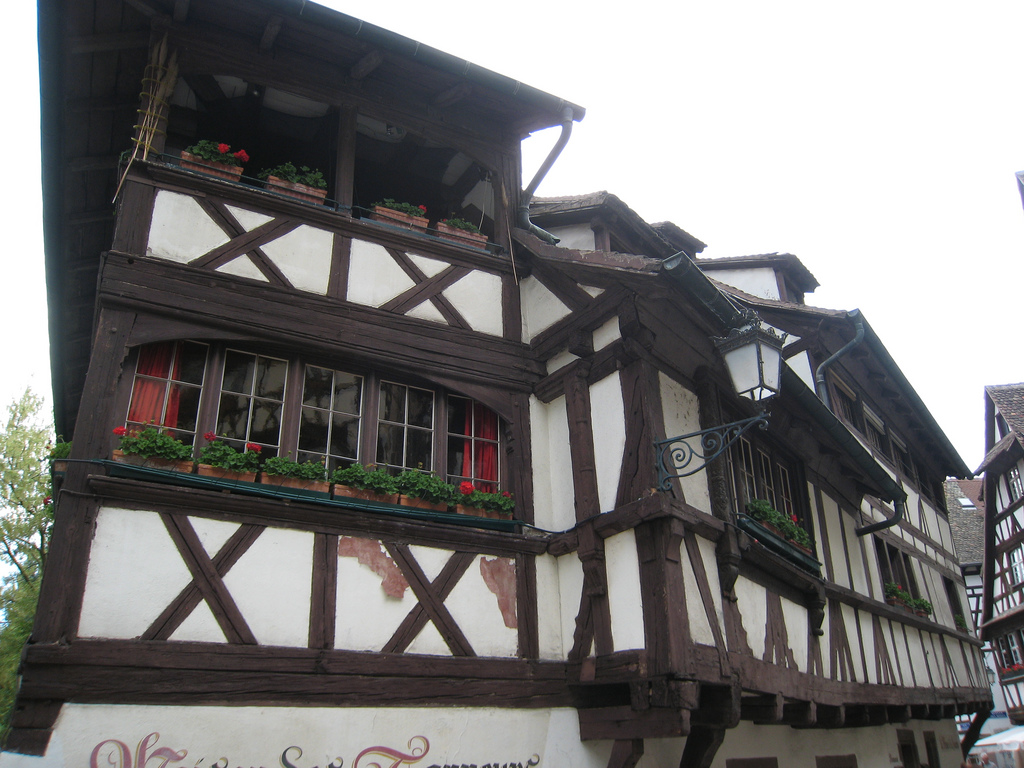
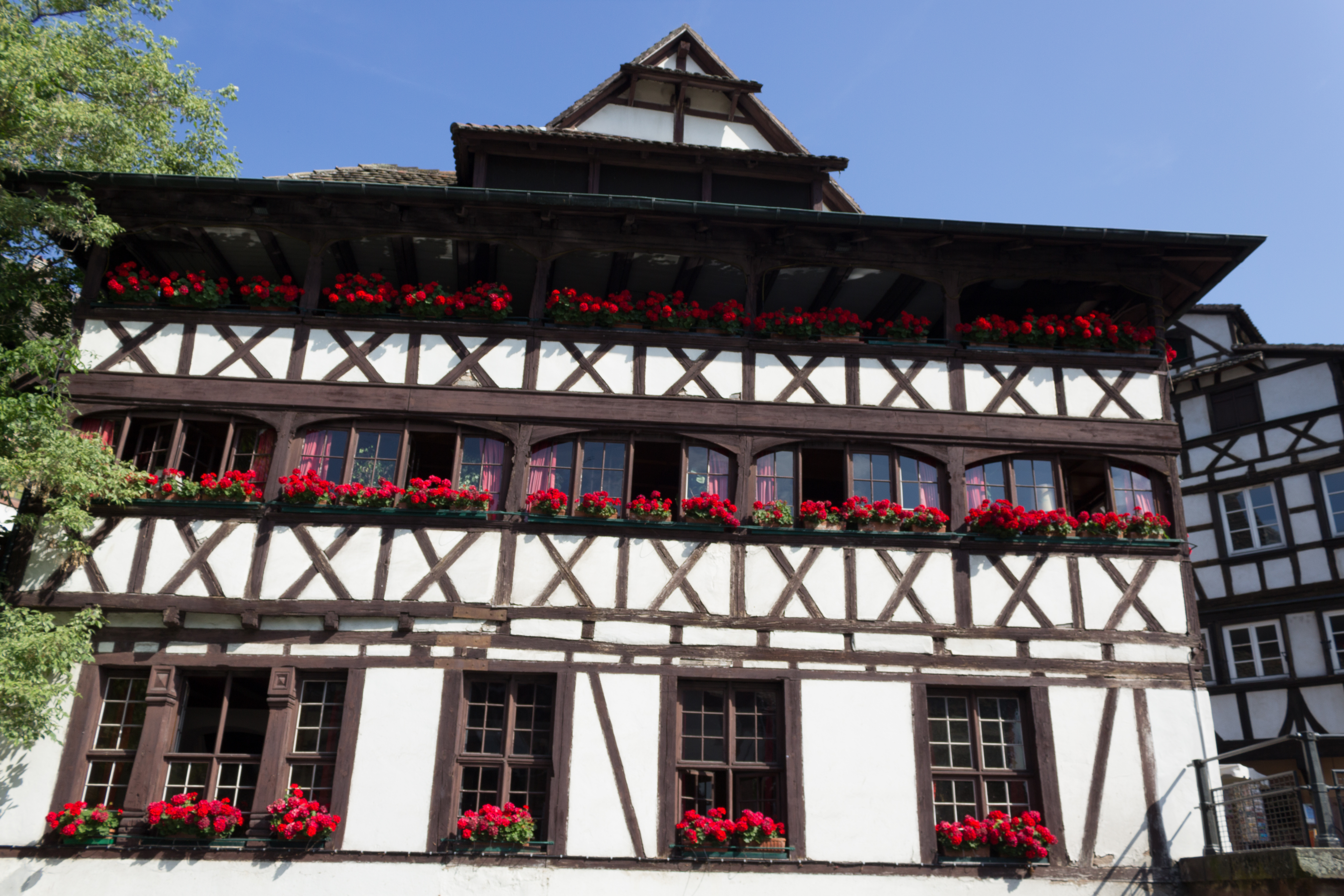
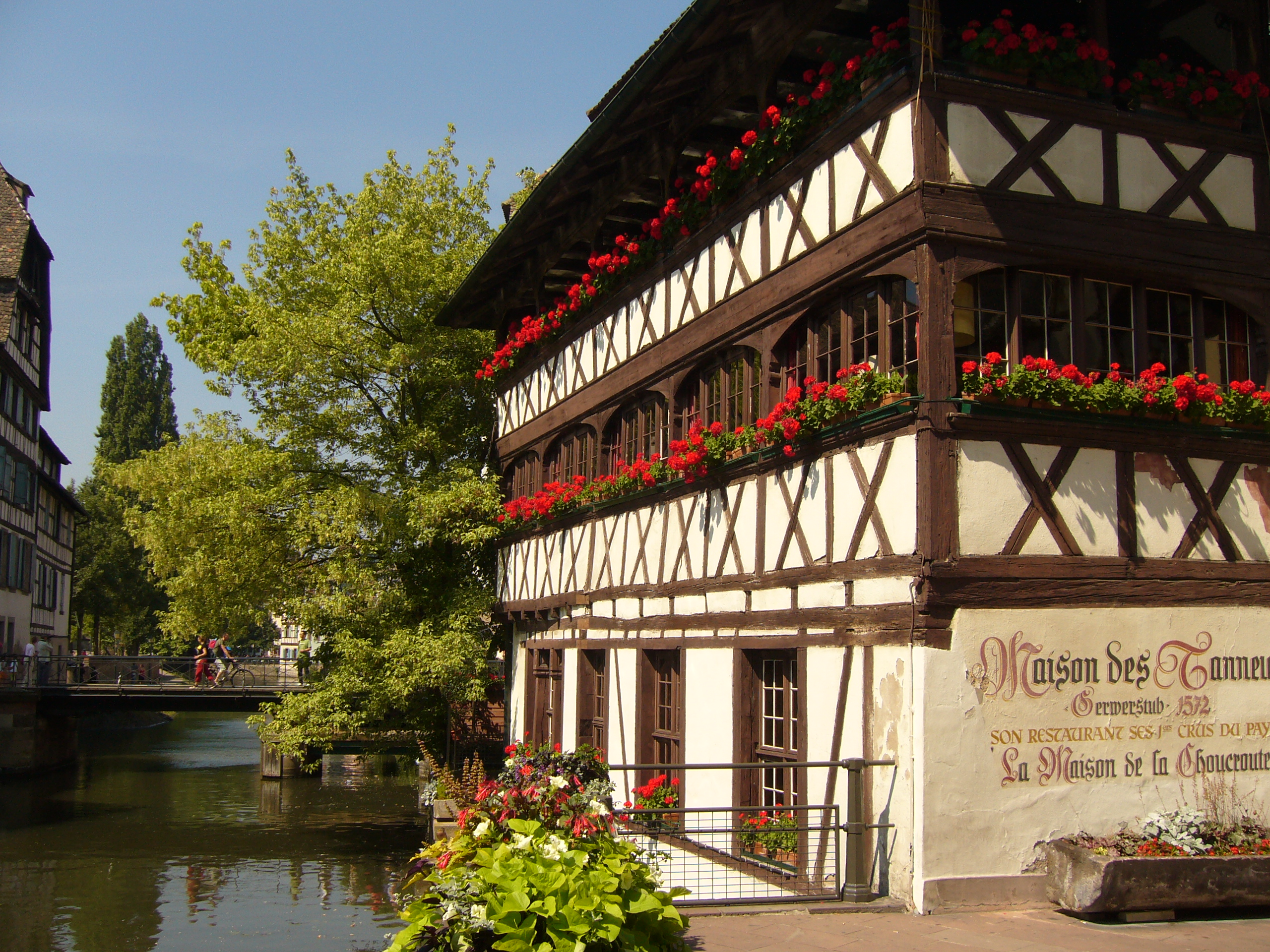

## Restaurant Winstub
En 1949 la tannerie est transformé en restaurant Winstub alsacien, par un groupement de huit viticulteurs du vignoble d'Alsace. Également baptisé « Gerwerstubs » ou « Maison de la Choucroute », ce restaurant propose des spécialités de la gastronomie régionale alsacienne,.

## Pour approfondir